# Bourbois Township
Bourbois Township est un ancien township du comté de Gasconade dans le Missouri, aux États-Unis,.
Le township est fondé en 1828 et baptisé en référence à la rivière Bourbeuse, prononcée Bourbois.

## Source de la traduction
- (en) Cet article est partiellement ou en totalité issu de l’article de Wikipédia en anglais intitulé « Bourbois Township, Gasconade County, Missouri » (voir la liste des auteurs).